# Don Henderson
Don Henderson est un acteur britannique né le 10 novembre 1931 à Leytonstone en Angleterre et mort le 22 juin 1997 à Warwick en Angleterre.

## Filmographie

### Cinéma
- 1968 : Le Songe d'une nuit d'été : le prétendant
- 1974 : Callan : George
- 1974 : Abby (en) : Flip
- 1975 : Brannigan : Geef
- 1975 : The Ghoul : The Ghoul
- 1976 : Le Voyage des damnés : l'officier en inginérie
- 1977 : Star Wars, épisode IV : Un nouvel espoir : Général Taggi
- 1977 : Le Prince et le Pauvre : Burly Ruffian
- 1978 : Le Grand Sommeil : Lou
- 1980 : L'Île sanglante : Rollo
- 1985 : Brazil : un garde
- 1985 : Le Domaine du crime : Sergent Jessop
- 1985 : Billy the Kid and the Green Baize Vampire : l'homme du mercredi
- 1987 : Out of Order : le chauffeur
- 1988 : Blanc de Chine : Malcolm
- 1988 : Les Aventures du baron de Münchhausen : le commandant
- 1989 : Tank Malling : Percy
- 1989 : Le BGG : plusieurs personnages
- 1990 : The Fool : Bob
- 1991 : How's Business : M. Bailey
- 1992 : Carry on Columbus : The Bosun
- 1992 : Comme il vous plaira : le Duke
- 1993 : The Trial : Flogger
- 1993 : The Baby of Mâcon : le père confesseur
- 1994 : Absolom 2022 : Killian
- 1994 : White Angel : Inspecteur Taylor
- 1996 : Du vent dans les saules : une sentinelle
- 1997 : Preaching to the Perverted : Commandant Cope
- 1997 : Le Mystère des fées : Une histoire vraie : Sydney Chalker

### Télévision
- 1968 : All's Well That Ends Well
- 1973-1976 : Warship : MAA Heron (18 épisodes)
- 1972 : Poigne de fer et séduction : Walters (1 épisode)
- 1974 : Dixon of Dock Green : Radford (1 épisode)
- 1974-1977 : Crown Court : Arthur Barnard et Inspecteur Buzzard (3 épisodes)
- 1974 : Regan : un videur du strip-club (1 épisode)
- 1975 : Poldark : Tom Carne (3 épisodes)
- 1975-1983 : Play for Today : plusieurs personnages (5 épisodes)
- 1976 : Angels : Harry Burke (1 épisode)
- 1976-1977 : The XYY Man : DS George Bulman (13 épisodes)
- 1978 : Crossroads : M. Black (6 épisodes)
- 1978-1982 : Strangers : Détective George Bulman (30 épisodes)
- 1979 : Dick le rebelle : Bracewell (1 épisode)
- 1980 : La Grande Aventure de James Onedin : Capitaine Calder (1 épisode)
- 1983 : The Baker Street Boys : Sam Trump (2 épisodes)
- 1983 : The Boy Who Won the Pools : M. Baverstock (9 épisodes)
- 1985-1987 : Bulman : George Bulman (20 épisodes)
- 1986 : Mission casse-cou : Dan (1 épisode)
- 1987 : The Secret World of Polly Flint : Old Mazy (5 épisodes)
- 1987 : Knights of God : Colley (6 épisodes)
- 1987 : Doctor Who : Gavrok (3 épisodes)
- 1988 : Maigret : Capitaine Barge
- 1988 : Dramarama : le grand Castillo (1 épisode)
- 1988 : Last of the Summer Wine : Charlie (1 épisode)
- 1989 : Making Out : M. Beachcroft (4 épisodes)
- 1989-1990 : The Paradise Club : Frank Kane (20 épisodes)
- 1991 : Merlin of the Crystal Cave : Galapas (4 épisodes)
- 1992 : The New Statesman : Brigadier Miljanic (1 épisode)
- 1993 : Cracker : Hennessy Senior (1 épisode)
- 1994 : Dandelion Dead : Chef Inspecteur Crutchett (4 épisodes)
- 1995 : Zoya : Les Chemins du destin : Feodor
- 1995 : Le Club des cinq : Block (2 épisodes)
- 1996 : Casualty : Jerry Hunter (1 épisode)
- 1996 : Inspecteur Wexford : Ray Brannel (2 épisodes)
- 1997 : Red Dwarf : Rogue Simulant (1 épisode)